# Косогов, Андрей Николаевич
Андре́й Никола́евич Косо́гов (род. 15 марта 1961, Силламяэ, Ида-Вирумаа) — российский предприниматель, один из основателей и основных акционеров Альфа-Групп, член совета директоров АО «АльфаСтрахование» и наблюдательного совета Альфа-Групп. В 2020 году занял 79-ю, а в 2022 году — 76-ю позицию в рейтинге богатейших российских бизнесменов журнала Forbes с состоянием $1,2 млрд. 
После того, как в марте 2022 года несколько акционеров вышли из капитала Альфа-Банка, Андрей Косогов стал крупнейшим акционером с долей 41 %. На тот момент он также являлся акционером ABH Holdings (40,96 %). В марте 2023 года в СМИ вышла информация о том, что Михаил Фридман и Пётр Авен намерены продать Андрею Косогову свои доли в Альфа-банке.

## Биография
Андрей Косогов родился 15 марта 1961 года в Силламяэ  (Эстонская ССР).
Закончил Московский энергетический институт в 1987 году, инженер-теплофизик по образованию. Остался работать в МЭИ секретарём комитета комсомола института. В 1990 году стал коммерческим директором созданного при МЭИ  малого научно-производственного предприятия. 
В 1992 году Косогов пришел работать в консорциум «Альфа-Групп» по объявлению в газете, создал и возглавил чековый инвестиционный фонд «Альфа-Капитал», скупавший ваучеры.
С 1992 по 2000 год — Генеральный директор АОЗТ «Альфа-Капитал» и ЗАО «Альфа-Капитал Брок».
В 1998–2005 годах — первый заместитель председателя правления Альфа-банка, руководитель инвестиционного блока.
В 2005 году отошёл от оперативной  работы в банке.
В марте 2023 года в ряде СМИ вышла информация о том, что Михаил Фридман и Пётр Авен намерены продать Андрею Косогову свои доли в Альфа-банке. По данным газеты Financial Times эта сделка была закрыта в 2024 году .

## Состояние
В 2013 году «Альфа-Групп» выручила $13,86 млрд от продажи акций ТНК-ВР «Роснефти». На долю Косогова пришлось $570 млн. В 2020 году журнал Forbes поставил Косогова на 79-ю позицию в рейтинге богатейших российских бизнесменов с состоянием $1,2 млрд. В 2022-м году он поднялся на 76-ю строчку с аналогичным размером состояния. В мировом рейтинге Forbes за 2023 год состояние Косогова оценивается в $1,1 млрд. 
Оценки состояния журналом Forbes:
| Показатель         | 2011 | 2012 | 2013 | 2014 | 2015 | 2016 | 2017 | 2018 | 2019 | 2020 | 2021 | 2022 |
| Состояние ($ млрд) | 1,2  | 1,2  | 1,5  | 1,7  | 1,3  | 1,2  | 1,2  | 1,3  | 1,3  | 1,2  | 1,4  | 1,2  |
| Место (в России)   | 79   | 78   | 67   | 61   | 62   | 61   | 77   | 78   | 76   | 79   | 89   | 76   |

## Семья
Женат, трое детей.
Есть старший брат Косогов Юрий Николаевич (род. 15.12.1954), закончил также Московский энергетический институт, живет в Киевской области, является соучредителем и заместителем генерального директора ООО «Фондовая компания «Трансферт», конечным бенефициарным совладельцем оператора государственных лотерей Украины «М.С.Л.», председателем Наблюдательного совета ЧАО «Страховой компании «Провидна».